# Goran Šprem
Goran Šprem (Dubrovnik, 6 de julho de 1979) é um handebolista profissional croata, campeão olímpico em Atenas 2004.